# Givetiense
| Era Eratema | Periodo Sistema | Época Serie       | Edad Piso                | Inicio, en millones de años |
| ----------- | --------------- | ----------------- | ------------------------ | --------------------------- |
| Paleozoico  | Pérmico         | Pérmico           | Pérmico                  | 298,9±0,15                  |
| Paleozoico  | Carbonífero     | Carbonífero       | Carbonífero              | 358,86±0,19                 |
| Paleozoico  | Devónico        | Superior/Tardío   | Fameniense Famenniano    | 372,15±0,46                 |
| Paleozoico  | Devónico        | Superior/Tardío   | Frasniense Frasniano     | 382,31±1,36                 |
| Paleozoico  | Devónico        | Medio             | Givetiense Givetiano     | 387,95±1,04                 |
| Paleozoico  | Devónico        | Medio             | Eifeliense Eifeliano     | 393,47±0,99                 |
| Paleozoico  | Devónico        | Inferior/Temprano | Emsiense Emsiano         | 410,62±1,95                 |
| Paleozoico  | Devónico        | Inferior/Temprano | Pragiense Pragiano       | 413,02±1,91                 |
| Paleozoico  | Devónico        | Inferior/Temprano | Lochkoviense Lochkoviano | 419,62±1,36                 |
| Paleozoico  | Silúrico        | Silúrico          | Silúrico                 | 443,1±0,9                   |
| Paleozoico  | Ordovícico      | Ordovícico        | Ordovícico               | 486,8 ±1,5                  |
| Paleozoico  | Cámbrico        | Cámbrico          | Cámbrico                 | 538,8±0,6                   |

El Givetiense o Givetiano es el segundo y último piso y edad del Devónico Medio en la escala temporal geológica. Sucede al Eifeliense y precede al Frasniense (primer piso y edad del Devónico Superior/Tardío). Se inició hace unos 382,31 millones de años y terminó hace unos 372,15 millones de años.
El Givetiense se introdujo en la literatura científica por el geólogo francés Jules Gosselet en 1879. El nombre procede de la población de Givet (distrito de Charleville-Mézières, departamento de las Ardenas, Francia).

## Sección estratotipo y punto de límite global (GSSP)
La sección estratotipo y punto de límite global (GSSP) para la base del Givetiense está en la sección de Jebel Mech Irdane, en la comuna  de Er-Rissani (provincia de Errachidía, Marruecos). Se caracteriza por la primera aparición del conodonto Polygnathus hemiansatus. El piso y el GSSP fueron aprobados por la Comisión Internacional de Estratigrafía y ratificados posteriormente por la Unión Internacional de Ciencias Geológicas en enero de 1994.
El techo del Givetiense se define por el GSSP de la base del Frasniense, que se caracteriza por la primera aparición del conodonto Ancyrodella rotundiloba.

## Fauna del Givetiense

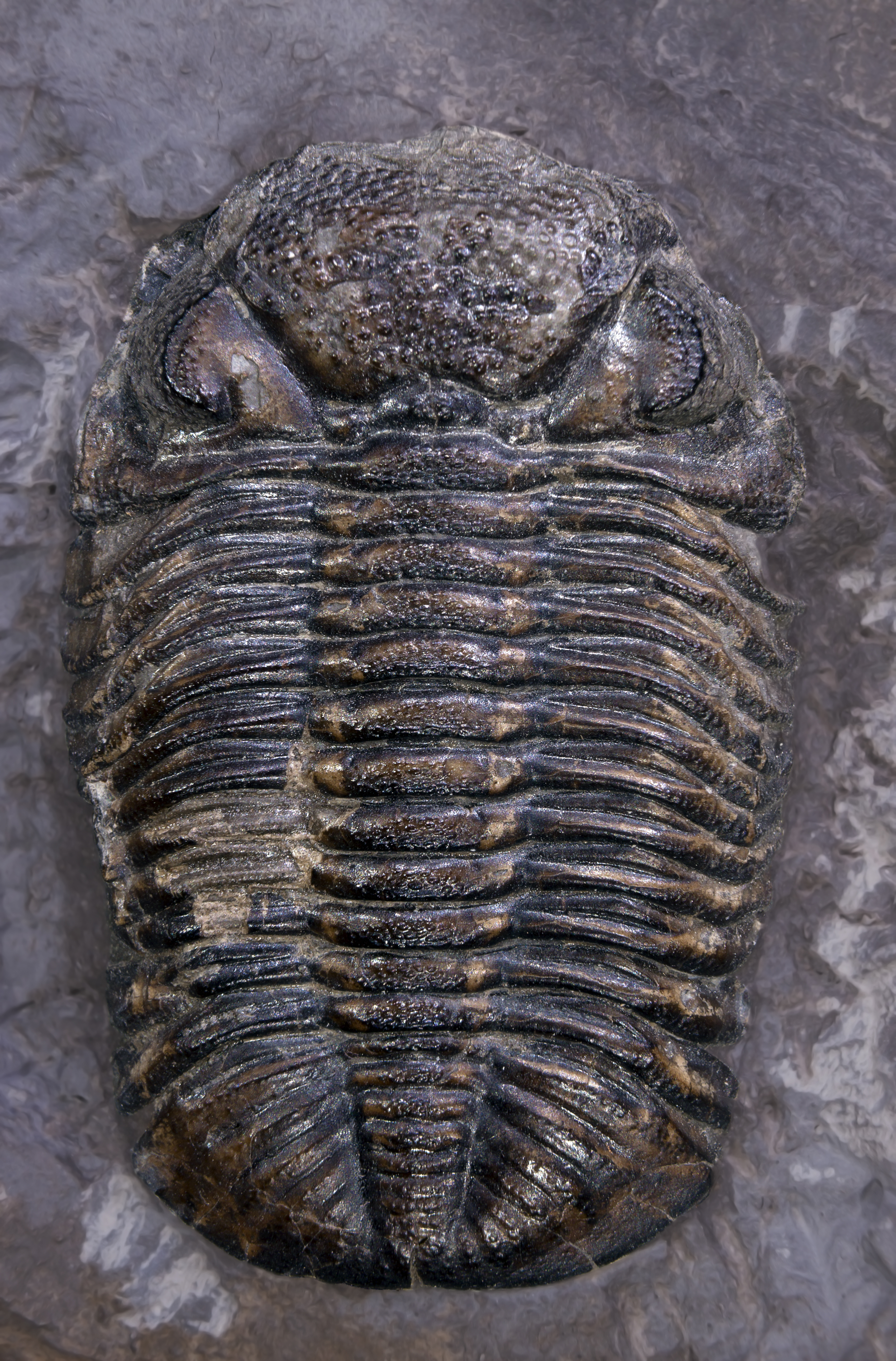
Phacops rana, trilobites del estado de Nueva York (Estados Unidos)
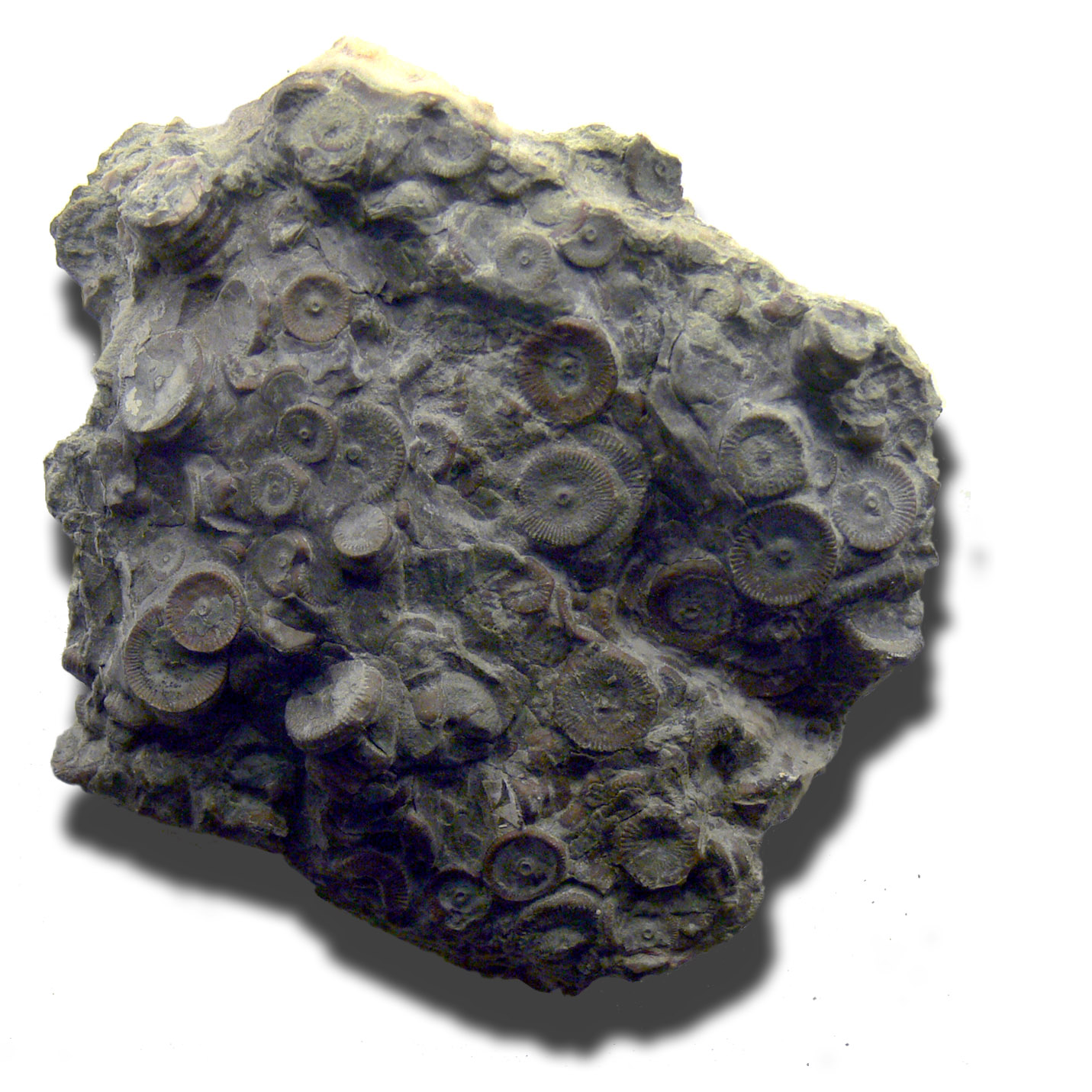
Laudonomphalus regularis, crinoideo de Ferques (Norte-Paso de Calais, Francia)